# Michele Crimi
Michele Crimi (Trapani, 19 aprile 1875 – Pescara, aprile 1963) è stato un pedagogista italiano.

## Biografia
Figlio di Antonio Crimi (1840-1887), di cui rimane orfano in giovane età, e di Maria Curatolo (1842-1928), maestra di calligrafia. Sospesi per motivi economici gli studi universitari in filosofia, insegna presso le scuole elementari di Trapani dal 1896 al 1909. 
Nel 1902 frequenta il primo corso di Pedagogia sperimentale presso la scuola di pedagogia sperimentale diretta da Ugo Pizzoli a Crevalcore. Negli stessi anni collabora con il periodico Unione femminile, pubblicato dall'Unione femminile nazionale di Milano, in cui denuncia lo sfruttamento del lavoro minorile in Sicilia. La volontà di riuscire nell'insegnamento, insieme al bisogno di dare cornice teorica a quanto andava sperimentando, riprende gli studi e si laurea a Palermo in Filosofia nel 1907 e si sposa con la insegnante elementare Maria Veneroso. Nasceranno quattro figlie: Maria, Lina, Margherita, Anna.
Nel 1908 ottiene l'abilitazione all'ufficio di Direttore Didattico e nel 1909 il Diploma di Magistero in Filosofia. Quell'anno attiene alla cattedra di Filosofia e Pedagogia presso il Regio Liceo di Girgenti (l'odierna Agrigento).  Il ministro della Pubblica istruzione Luigi Credaro lo nomina, nel 1911, Direttore del Regio ginnasio magistrale di Marsala. Lavora qui fino al 1923, anno della Riforma Gentile.
Alla luce delle esperienze di insegnante, matura la consapevolezza della interdipendenza tra scuola e ambiente socioculturale che è alla base dei suoi progetti educativi sia all'interno che all'esterno della scuola. Tra questi ultimi, l'Educatorio-ricreatorio Garibaldi, la "Pro-Infantia", lo Schedario degli obbligati, le Colonie estive e l'ambulatorio medico-pediatrico realizzato con la sezione catanese della Unione femminile nazionale. Dal 1923 al 1927 è Regio Ispettore Scolastico della Circoscrizione di Trapani.
Fonda nel 1923 l'associazione "Pro-schola" per sostenere i maestri e le maestre che operano nelle scuole rurali. In questa fase, si addentra nei problemi della realtà contadina e partecipa alla lotta contro il latifondismo condotta dal movimento contadino siciliano. 
Nel 1927, con l'affermarsi del fascismo, è trasferito a Lanciano, dove continua a ricoprire il ruolo di Ispettore scolastico. Nel 1939, rifiutando la tessera del partito fascista, viene destituito e pre-pensionato. Tra il 1939 e il 1943 collabora con la presidenza dell'Ente Asili Rionali, di cui è nominato Commissario straordinario.
Alla fine della guerra è richiamato in ruolo, fino al 1947, anno in cui raggiunge il definitivo collocamento a riposo. Trascorre l'ultimo periodo della vita nel progetto, rimasto incompiuto, di un film su Pestalozzi.

### La nuova educazione
L'attività di sperimentazione didattica e di produzione teorica di Michele Crimi si inserisce nel movimento di rinnovamento pedagogico che si sviluppa tra fine Ottocento e inizio Novecento per realizzare le cosiddette "Scuole nuove". Educatori, educatrici e docenti che partecipano a questo dichiarano che è necessario rivedere organizzazione, contenuti e metodi della scuola perché essa possa rispondere ai bisogni sociali emergenti.
In Sicilia è Michele Crimi a promuovere l'istituzione di classi all'aperto, istituite a Marsala, nel giardino di via Frisella e nel campo dell'Educatorio Garibaldi, a Trapani, presso i Giardini pubblici "Villa Margherita", a Lanciano, presso il padiglione costruito dal Consorzio provinciali anti-tubercolare. Il principio della "scuola aperta" è uscire dalla struttura scolastica per porre i bambini e il loro operare al centro della pratica educativa, che dovrà quindi valorizzare il carattere sperimentale dell'apprendimento attraverso il gioco, il lavoro, la ricerca e la creatività. 
La vita all'aperto, insieme agli insegnamenti sull'igiene personale e ambientale, è proposta anche per la prevenzione e cura della tubercolosi. In questa prospettiva, sono istituite in Sicilia diverse Colonie marine. Allo scopo di reperire i finanziamenti necessari al loro funzionamento, Crimi promuove a Marsala una sezione dell'associazione "Pro Infantia", che raccoglie un numero considerevole di soci che versavano contributi in denaro.

## Opere

### Articoli
Michele Crimi ha scritto un centinaio di articoli per varie riviste: "La Coltura Popolare", "L'Educazione Nazionale", "Il Vomere", "L'Ora", "L'Indipendente", "Il Giorno", "Unione femminile", "L'illustrazione siciliana", "La Voce dei Corsi Magistrali", "La Obra", "Tecnica dell'insegnare", "Il Messaggero", "L'Adriatico".

### Monografie
- L'etica di Kant e il suo valore educativo, Palermo, Alberto Reber, 1909
- Fanciulli infelici, Assisi, Tipografia Metastasio, 1911
- La frequenza degli alunni nelle scuole elementari di Trapani (a proposito della relazione Corradini), Marsala, Società industriale tipografica, 1911
- Il R. Corso magistrale di Marsala e le sue istituzioni. Relazione del primo triennio di vita, Marsala, Società industriale tipografica, 1914
- Associazione "Pro Infantia", Marsala: La colonia alpina sul Monte Erice, Marsala, Società industriale tipografica, 1916
- Il R. Corso magistrale di Marsala e l'Associazione "Pro Infantia" di Marsala - Relazione per gli anni 1915-1920,  Marsala, Società industriale tipografica, 1921
- Le malattie e la salute dell'uomo, in Biblioteca del Dispensario A. T. B. C., Milano, "R. Serraino Vulpitta" di Trapani, 1925
- Gli edifici per le scuole elementari nel Comune di Trapani, Marsala, Tip. G. Palazzotto, 1926
- I programmi dei miei Maestri, in "L'educazione nazionale", giugno-luglio 1929; trad. Los programas des mis maestros, il "La Obra", revista quincenal de education, Anno X, n. 180, Buenos Aires, 10 maggio 1930
- I Campi scolastici, Roma, Associazione per il Mezzogiorno, 1932; trad. in spagnolo Los campos escolares, in "Revista de pedagogia", n. XXVII, 1932
- Contributo della scuola alla redenzione del latifondo siciliano, Pescara, la "Stracca" stab., 1940